# 다키사토촌
다키사토촌(滝郷村)은 지바현 가이조군에 일찍이 존재했던 촌이다. 

## 지리
- 현재의 아사히시 북동부에 해당한다.
- 마을 지역은 고원과 평지가 뒤섞인 골짜기가 많은 지형이다.

## 역사
- 1889년 4월 1일 - 정촌제 시행에 수반해 가이조군 쓰루마키촌이 성립하였다.
- 1954년 3월 31일 - 쓰루마키촌, 오메이촌과 합병해 우나카미정을 신설해, 동일 다키사토촌은 폐지되었다.

## 인구
| 1891년 | 2,070 |

## 참고문헌
- 角川日本地名大辞典編纂委員会『角川日本地名大辞典 12 千葉県』、角川書店、1984年 ISBN 4040011201